# Лабораторний важкосередовищний сепаратор

Лабораторний важкосередовищний сепаратор — пристрій, що використовується для дослідження збагачення корисних копалин у важкосередовищних сепараторах. Схему лабораторного важкосередовищного сепаратора СКВ конструкції Донецького національного технічного університету показано на рис.